# 2001 au Nunavut
Chronologie du Nunavut
- 1997
- 1998
- 1999
- 2000
- 2001
- 2002
- 2003
- 2004
- 2005

Cette page concerne des événements d'actualité qui se sont produits durant l'année 2001 dans le territoire canadien du Nunavut.

## Politique
- Premier ministre : Paul Okalik
- Commissaire : Peter Irniq (en)
- Législature : 1er législature (en)

## Événements
- Fondation de l'école des Trois-Soleils (en)[1].
- Printemps très chaud : la température moyenne est supérieure de 2,3 °C à la normale[2].
- 19 avril : Iqaluit reçoit son statut officiel de la ville.